# 库尔干州
库尔干州（羅馬化：Kurganskaya oblast），位於西西伯利亞平原西南部，東南鄰哈薩克斯坦，是俄羅斯聯邦主體之一，屬乌拉尔联邦管区。面積71,000平方公里，人口1,019,532 （2002年），首府库尔干。库尔干州成立於1943年2月6日。